# C/2012 C1 (Макнота)
C/2012 C1 (Макнота) — одна з довгоперіодичних комет. Відкрита 5 лютого 2012 року Робертом Макнотом. У момент відкриття мала зоряну величину 18,8m.